# オートルート A14
オートルート A14 （Autoroute A14、高速道路A14号線）は、フランスのオートルート。ラ・デファンスのビジネス地区を起点とし、終点のオルジュヴァルでオートルート A13に接続する。フランス初の、都市のみを走る有料高速道路である。管理を行っているのは、パリ＝ノルマンディー高速道路会社（fr）である。2016年2月1日現在、通行料金は軽量車両で8.30ユーロである（月曜日から金曜日の間、午前10時から午後4時まで、午後9時から午前6時までの時間帯は6.10ユーロ）。

## 交通量
道路交通量は、1997年に1日あたり16600台、2000年に1日あたり23700台と、予想よりも低い数字であった。